# Nunatak Rusina
Nunatak Rusina är en nunatak i Antarktis. Den ligger i Västantarktis. Argentina och Storbritannien gör anspråk på området. Toppen på Nunatak Rusina är 998 meter över havet.
Terrängen runt Nunatak Rusina är platt, och sluttar norrut. Trakten är obefolkad. Det finns inga samhällen i närheten.